# Rifugio Prarayer

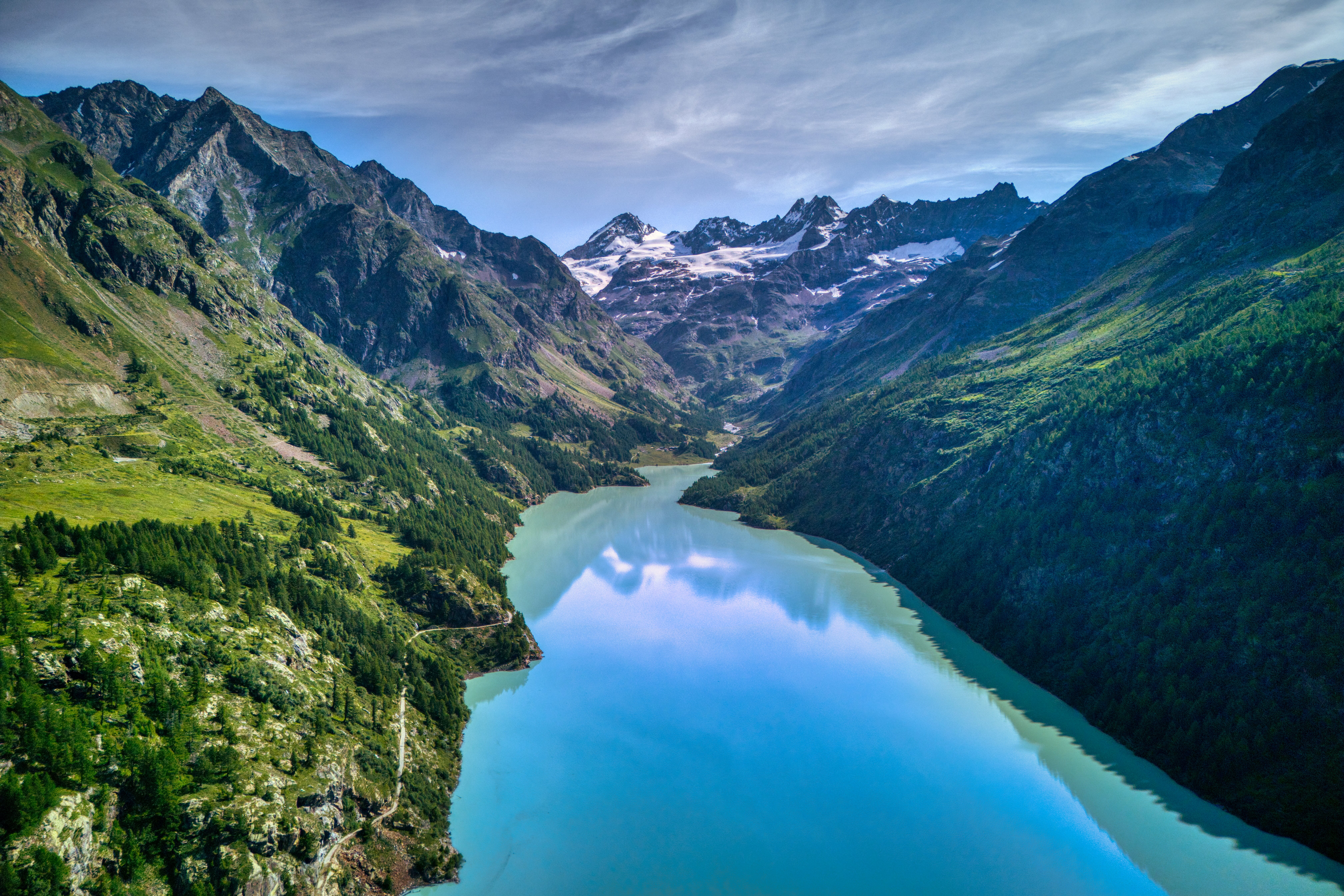
Lago di Place-Moulin e, all'orizzonte, la vetta della Dent d'Hérens - Il rifugio Prarayer si trova tra i due, vicino al lago.

Il rifugio Prarayer (pron. fr. AFI: [pʁaʁeje]) è un rifugio situato nel comune di Bionaz (AO), in Valpelline, nelle Alpi Pennine, a 2.005 m s.l.m.

## Storia
Nella località era stato costruito un albergo nei primi del '900, poi abbandonato dopo la seconda guerra mondiale. Il rifugio di oggi dispone di 50 posti letto (5 per il locale invernale, sempre aperto) ed è aperto dall'inizio di marzo a fine ottobre.

## Caratteristiche e informazioni
È situato tra le case di Prarayer, sulla riva orientale del lago di Place-Moulin, lungo il percorso del tour del Cervino.

## Accessi

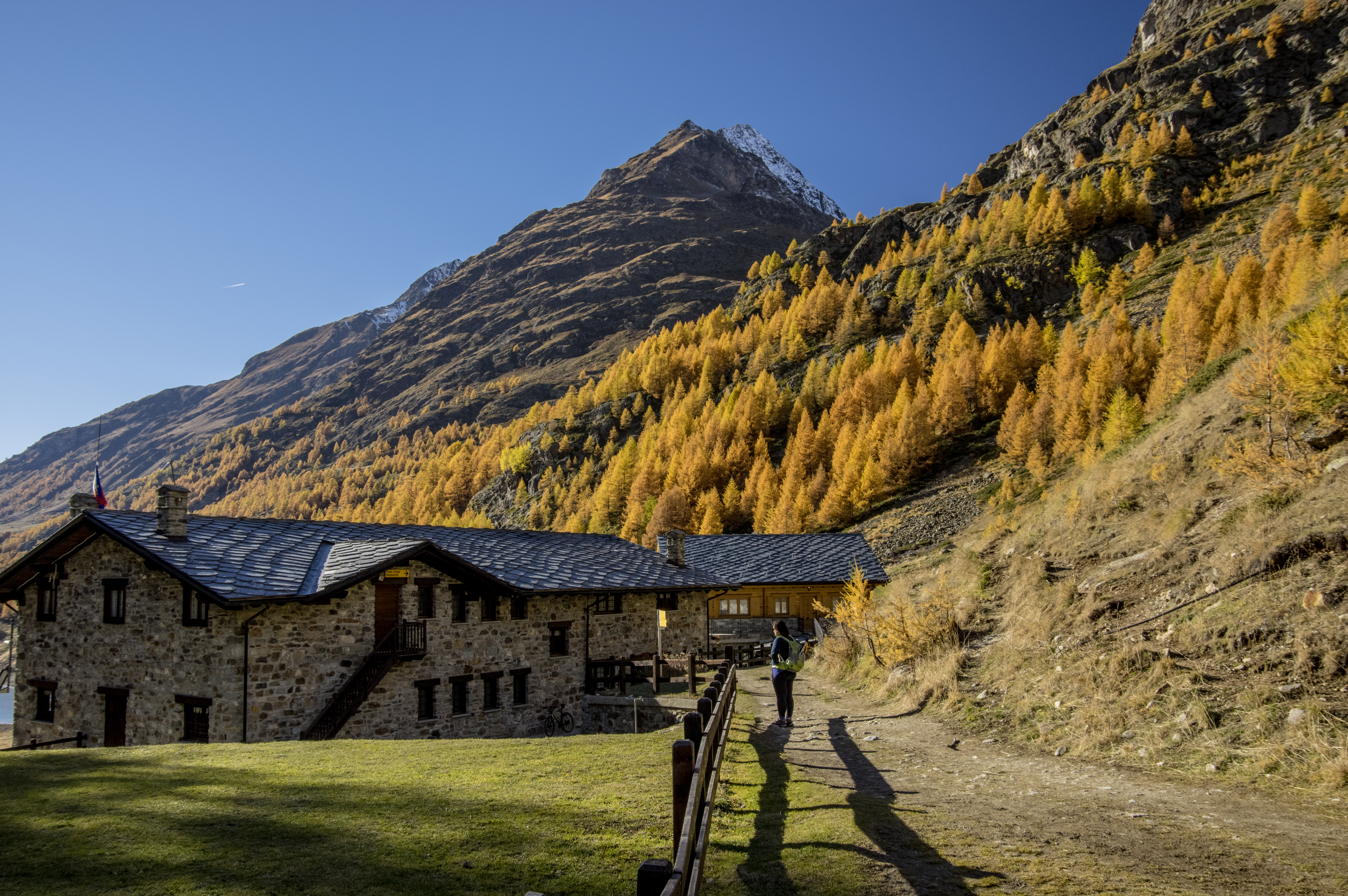
Il rifugio Prarayer.

Il rifugio è facilmente raggiungibile dal lago di Place-Moulin. Lasciata l'automobile all'inizio del lago si raggiunge in circa un'ora costeggiando il lago.

## Ascensioni
- Château des Dames - 3.488 m
- Punta di Fontanella - 3.384 m
- Dôme de Cian - 3.351 m

## Traversate
- Arolla - attraverso il colle Collon
- Rifugio Oratorio di Cunéy - attraverso il col de Livournéaz
- Rifugio Perucca-Vuillermoz - attraverso il Colle di Valcornera.